# Troximon
Troximon là một chi thực vật có hoa trong họ Cúc (Asteraceae).

## Loài
Chi Troximon gồm các loài: